# オーガスティン・ヘンリー

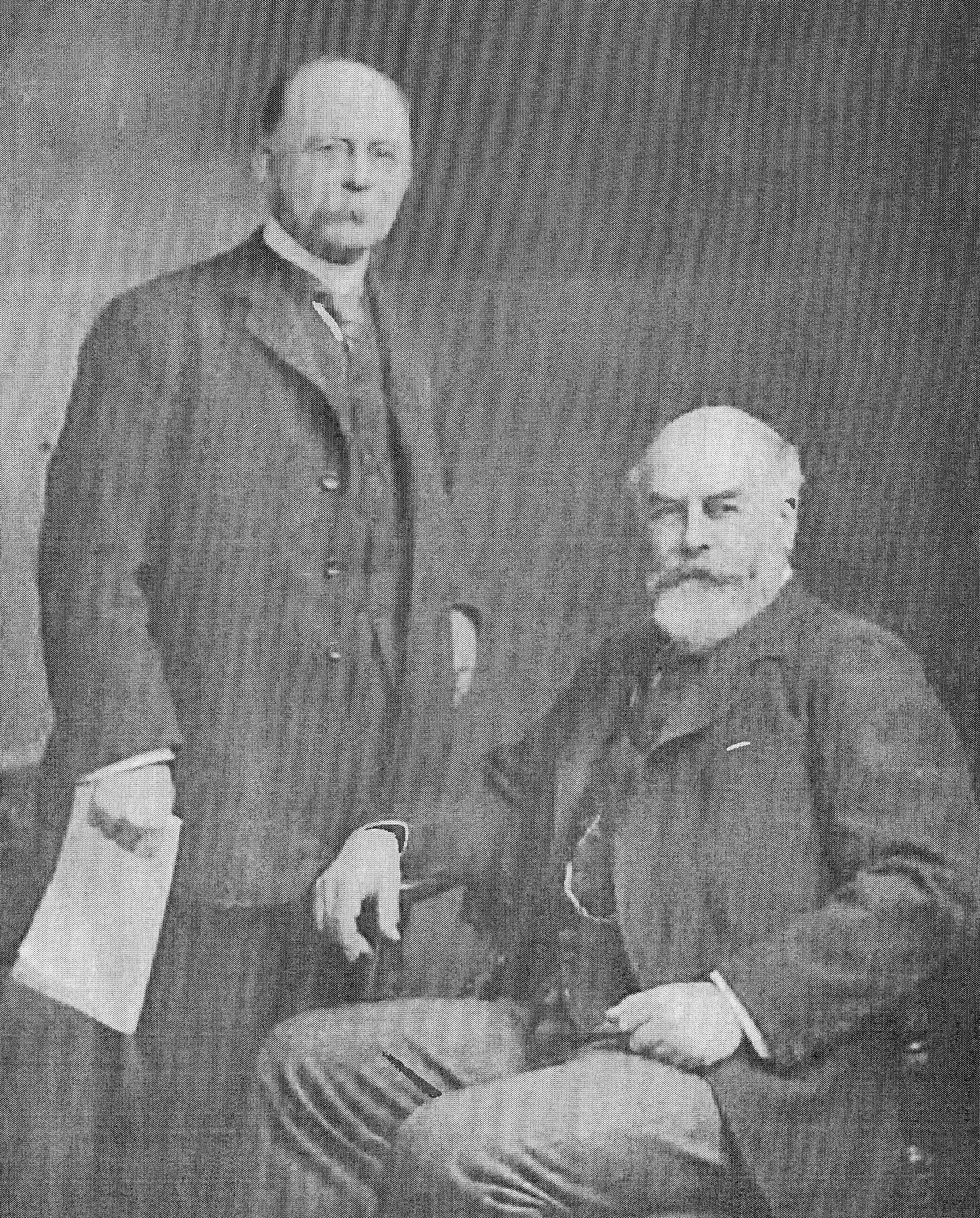
オーガスティン・ヘンリー（左）と ヘンリー・エルウェス

オーガスティン・ヘンリー（Augustine Henry、1857年7月2日 - 1930年3月23日）は、アイルランドの園芸家、中国研究家である。中国から15,000を越える植物標本と種、500の植物をイギリスのキューガーデンに送った。

## 略歴
スコットランドのダンディーで亜麻商人の息子に生まれた。そのすぐ後、家族はアイルランド北部アルスター地方、ティロン県のクックスタウンに戻った。クイーンズ大学ゴールウェイ、クイーンズ大学ベルファストで医学を学んだ。その後、エディンバラ大学で医師の資格を得た。中国で洋関総税務司を務めたロバート・ハートと知り合い、薦められて中国の洋関総税務司で働くことになった。1881年に上海で医療助手、税務助手として働き始め、宜昌や湖北省に派遣され、中国医学で用いられる薬用植物の調査を行った。四川、雲南、台湾でも働いた。中国での長い経歴は法律の知識を持つようになり、法曹院のひとつのミドル・テンプルに属して法廷弁護士の資格を得た。中国に渡る前から中国語を学んでおり、中国語の優れた能力を持っていた。
宜昌や他の地域で働いた間に、それまでヨーロッパで知られていなかった中国の植物を収集した。1888年に王立アジア協会の会誌に中国の植物の一覧を発表し、1895年までにキューガーデンに15,000の乾燥標本や種子、500の苗を送り、これらはヨーロッパで広く栽培される園芸植物になった。中国を訪れた植物収集家のアーネスト・ヘンリー・ウィルソンに植物の収集移送の手順を教え、ウィルソンはフランスの宣教師、アルマン・ダヴィドが発見したハンカチノキを採集した。
ヘンリーはヨーロッパに戻った後、キューガーデンで中国から送った植物の研究を行った。1900年にフランスに渡り、ナンシーの林業学校で研究し、ヘンリー・ジョン・ウェルスとともに、『イギリスとアイルランドの樹木』（Trees of Great Britain and Ireland: 1907–13）を執筆した。ケンブリッジ大学に林学の教授職の設立に努め、1913年までその職にあった。1913年に、後のダブリン大学の林学教授となり、森林局（National Forestry Service）の設立に尽力した。
ユリ科のLilium henryi Bakerやウマノスズクサ科のSaruma henryi Oliv.、アオイ科のTilia henryana Szyszyl.などに献名されている。

## 著作
- The Trees of Great Britain and Ireland 1907–13, H. J. Elwesと共著、自費出版、Edinburgh.
- Notes on Economic Botanical of China, E. Charles Nelsonが序言を執筆、Boethus Press 1986 ISBN 0-86314-097-1
- Anthropological work on Lolos and non-Han Chinese of Western Yunnan

## 評伝
- Bretschneider. (1898) History of European Botanical Discoveries in China, 1898 London.
- Lamb, K. & Bowe, P. (1995). A History of Gardening in Ireland. The Botanic Gardens 1995, ISBN 0-7076-1666-2
- Nelson, E. C. (2000). A Heritage of Beauty, An Illustrated Encyclopaedia, Annex X11 – Augustine Henry's Plants, 309–324. Irish Garden Plant Society 2000 ISBN 0-9515890-1-6.
- Pim, S. (1984). The Wood and the Trees Augustine Henry, Boethus Press, ISBN 0-86314-097-1
- Smyth, N. (2002). Augustine Henry's Chinese expeditions. Trinity College, Dublin.